# Gregory K. Beale
Gregory K. Beale (Dallas, 1949) è un biblista e teologo statunitense.

## Biografia
Beale ha studiato alla Southern Methodist University, dove ha conseguito il bachelor of arts nel 1971 e il master of arts nel 1976. Ha poi perfezionato i suoi studi all'Università di Cambridge, dove ha conseguito il Ph.D nel 1981. Dopo un biennio trascorso come professore assistente al Grove City College, nel 1984 è entrato come assistente al Gordon-Cornwell Theological Seminary, dove è diventato professore associato nel 1987 e professore ordinario nel 1992, incarico che ha mantenuto fino al 2000. Successivamente si è trasferito al Wheaton College, dove è stato professore di Nuovo Testamento e coordinatore del Master in esegesi biblica. Nel 2010 è diventato professore di Nuovo Testamento al Westminster Theological Seminary. Nel 2012 è stato ordinato ministro della Orthodox Presbyterian Church, nata dal distacco dell'ala conservatrice della Chiesa presbiteriana statunitense.
Beale è sposato e dalla moglie Dorinda ha avuto tre figli.   

## Libri pubblicati

### Come autore
- The Use of Daniel in Jewish Apocalyptic Literature and in the Revelation of St. John, University Press of America, 1984
- The Right Doctrine from the Wrong Texts?: Essays on the Use of the Old Testament in the New, Baker Books, 1994
- John's Use of the Old Testament in Revelation, Sheffield Academic Press, 1998
- The Book of Revelation: A Commentary on the Greek Text, New International Greek Testament Commentary, Eerdmans, 1998
- 1-2 Thessalonians, Inter-Varsity Press, 2003
- The Temple and the Church's Mission: A Biblical Theology of the Dwelling Place of God, Inter-Varsity Press, 2004
- The Erosion of Inerrancy in Evangelicalism: Responding to New Challenges to Biblical Authority, Crossway Books, 2008
- We Become What We Worship: A Biblical Theology of Idolatry, IVP Academic, 2008
- A New Testament Biblical Theology: The Unfolding of the Old Testament in the New, Baker Academic, 2011
- Handbook on the New Testament Use of the Old Testament: Exegesis And Interpretation, Baker Academic, 2012
- The Morality of God in the Old Testament, P&R Publishing, 2013
- God Dwells Among Us: expanding Eden to the ends of the earth, Inter-Varsity Press, 2014
- Con Benjamin L. Gladd (coautore), Hidden But Now Revealed: a biblical theology of mystery, IVP Academic, 2014
- Con William A. Ross e Daniel J. Brendsel (coautori), An Interpretive Lexicon of New Testament Greek: analysis of prepositions, adverbs, particles, relative pronouns, and conjunctions, Zondervan, 2014
- Revelation: a shorter commentary, Eerdmans, 2015
- Colossians and Philemon, Baker Academic, 2019

### Come curatore editoriale
- Gregory K. Beale & D. A. Carson, Commentary on the New Testament Use of the Old Testament, Baker Academic, 2007